# قوشة سفلي
قوشة سفلي هي قرية في مقاطعة مشكين شهر، إيران. يقدر عدد سكانها بـ 494 نسمة بحسب إحصاء 2016.